# Теорије о нестанку лета 370 Malaysia Airlines
Лет 370 компаније Malaysia Airlines нестао је 8. марта 2014, након поласка из Куала Лумпура за Пекинг, са 227 путника и 12 чланова посаде у авиону. Бивши малезијски премијер Наџиб Разак изјавио је да је лет авиона завршио негде у Индијском океану, али није дато даље објашњење. Упркос претресима у којима су пронађени остаци за које се са великом сигурношћу сматра да потичу од несреће, званична саопштења су доведена у питање од стране многих критичара, а предложено је и неколико теорија о нестанку. Неке од ових теорија су описане као теорије завере.

## Позадина
Рођаци жртава довели су у питање истинитост изјава малезијске владе о нестанку авиона и организовали протест у малезијској амбасади у Пекингу са циљем да приморају малезијску владу да открије све скривене информације о томе где се налази лет 370.
Роб Бротертон, предавач психологије на Голдсмитсу на Универзитету у Лондону, написао је да се теорије завјере појављују одмах након што се догоди било каква катастрофа и да коначне информације о томе зашто то раде остају недоступне. Ендру Леонард је написао да су теоретичари завере били поткрепљени откривањем нових сателитских података две недеље након нестанка лета који су били скривени од јавности.
Остали фактори укључују недостатак сигнала за помоћ из авиона. Према Барбари Демицк из Лос Анђелес Тајмса, критичари изјава малезијске владе такође су нашли подршку у саопштењу Координационог центра Заједничке агенције од 29. маја 2014. да се авион не налази у зони претраге коју су власти чешљале од априла 2014.
Претреси су са великом сигурношћу открили крхотине за које се сматра да потичу од несреће.

## Критике и одговор
Интернет сајтови фокусирани на заверу тврде да је званична изјава да се авион срушио у Индијски океан „еклатантно заташкавање”. Они примећују да Боинг 777 нема структурални интегритет да преживи пад у океан, и да би то било упоредиво са ударом у бетонски зид при крајњој брзини. Да је лет 370 ударио у океан, кажу, био би разбијен на десетине хиљада комада, од којих многи плутају по води (као што су јастуци седишта) и били би виђени како се наносе на регионалне обале или би их тимови за претрагу лако уочили. Те су се критике смањиле након што је неколико комада авиона позитивно идентификовано у годинама након његовог нестанка.
Професор са Харварда Кас Санстајн приметио је да опречне информације које је у почетку објавила малезијска влада објашњавају интересовање за алтернативне теорије. Санстајн, који је писао о овој теми, тврдио је у интервјуу за The Wall Street Journal 20. марта 2014. да се теорије завере генерално често рађају из ужасних и катастрофалних ситуација јер такви догађаји чине људе љутим, уплашеним и тражећи „мету „.
Давид Соси, бивши инспектор ФАА, рекао је да су теорије које су изнесене по овом питању важне када постоји недостатак знања, јер нам теорије и појмови помажу да размотримо различите могућности. Он је 26. марта 2014. изјавио на CNN-у:
У истрази несреће, критичан је део изналажења теорија. Поготово сада када немамо ништа. Немамо ништа опипљиво. Немамо шта да кажемо, хеј, да — јер не знамо где је тај авион и морамо да сазнамо зашто. Ако узмете једну теорију, авион би био тамо где тренутно гледамо. Ако узмете другу теорију, где је постојала подла намера, они покушавају да избегну радаре, авион би могао бити негде другде. Ако кажете да јесте – шта год да је, морате користити ове теорије, одмерити их са чињеницама да бисте знали на коју да идете.
Тим Блек, заменик уредника часописа Spiked, написао је: „...у овом мраку, овом скором одсуству знања [о МХ370], спекулације су цветале“, и у уводнику у Chicago Sun-Times, не само да се наводи да „теорије завере испуњавају вакуум када чињенице су ретки“, али су такође позвале владе да потраже авион како би разоткрили ове теорије и дале мир члановима породица жртава.
Уобичајена хипотеза, такође овде наведена, да је МХ370 избегао индонежански радар заснива се само на изјави да Индонезија није приметила авион.

## Отмица
Могућност једноставне отмице износиле су разне новинске куће, укључујући ABC News и Los Angeles Times. Појачале су се спекулације о могућности да су отмичари одвели авион на удаљено острво, иако ниједна група није преузела одговорност;  Незванични истраживачи су идентификовали више од 600 могућих писта на које је авион могао да слети. Од малезијских званичника није стигла никаква потврда. Кредибилитет неколико теорија о отмици је додатно маргинализован након открића првих дефинитивних фрагмената олупине МХ370 у јулу 2015.
Француски стручњаци за ваздушни саобраћај Жан-Марк Гаро, Мишел Деларш и Жан-Лик Маршан покренули су веб страницу са својом хипотезом о могућој отмици, са накнадном локацијом авиона (након хитног слетања на воду због исцрпљивања горива) процењеном на око 12° 2′ 32″ S 107° 22′ 48″ E / 12.04222° Ј; 107.38000° И, у Индијском океану близу Божићног острва. Међутим, коначни извештај Аустралијског бироа за безбедност транспорта (АТСБ), објављен 2017. године, испитао је могућност контролисаног клизања/спуштања и утврдио да је то мало вероватно. Такође, њихова хипотеза о локацији срушеног авиона различитој од тражених није једина која постоји.

### Терористички напад
Убрзо након што је летелица нестала, тврдило се да је можда реч о терористичком чину, вероватно о нападу џихадиста. Између 9. и 14. марта 2014, медијски могул Руперт Мердок је твитовао да нестанак лета 370 „потврђује да се џихадисти окрећу да праве проблеме Кини [sic] ." Касније је сугерисао да је лет можда био сакривен у северном Пакистану, "као Бин Ладен ". Ове примедбе нису потврђене, а Шив Малик их је у Гардијану окарактерисао као теорије завере. Следећег месеца, руски лист Московскиј комсомолец је подржао сличну теорију, тврдећи да су „непознати терористи“ отели авион, одвезли га у Авганистан, а затим држали посаду и путнике као таоце.

### Северна Кореја
На Редиту је кружила прича да је МХ370 имао довољно горива да буде отет у Северну Кореју, као што је то учињено 1969. године са корејским ерлајнсом ИС-11.

### Набавка Freescale особља
Различити постови на друштвеним мрежама и ланчана писма тврде да је патент (# 8671381) одобрен неколико дана након нестанка МХ370, а право на патент је подељено на пет начина – 20% на Freescale Semiconductor и 20% на четири запослених, од којих су сви били путници у авиону. Патент се бави израдом интегрисаних кола на полупроводничкој плочици. Сајт урбаног мита snopes.com сугерише да нема доказа да су четири проналазача наведена у пријави патента била на листи путника авиона, нити да су имали право на 20% удела у патенту, и каже да је мало вероватно да њихов удео би се вратио у Фрискејл након њихове смрти као што је представљено у мејлу.

### Дијего Гарсија
Теоретичари завере сугеришу да је МХ370 или заробљен од стране Сједињених Држава, а затим одлетео у америчку војну базу на атолу Дијего Гарсија на британској територији Индијског океана или да је авион слетео у базу директно након што је добио упутства да путују тамо. Ова друга теорија изнета је на дневном брифингу у Белој кући 18. марта, на шта је секретар за штампу Џеј Карни одговорио: „Искључићу је“. У основи теорије Дијега Гарсије било је неколико елемената, од којих је један био контакт мобилног телефона копилота и окретање авиона на запад, а оба су била у складу са путањом лета према острву.
У том смислу, Daily Mirror је објавио, не наводећи конкретан извор, да је капетан тренирао слетање на острво у Индијском океану са кратком пистом, користећи симулатор лета у свом кућном рачунару. Неколико извора масовних медија јавило је да је капетан тренирао користећи свој авио симулатор да слети на пет писта - свака најмање 1.000 m дуга—у региону Индијског океана, наиме Дијего Гарсија и Међународни аеродром Мале (MLE) и друге писте у Индији и Шри Ланки.
Ове наводе оспорио је ФБИ, који је известио да је након анализе заплењеног симулатора лета открио „ништа сумњиво“ и рекао да су извештаји Мирора ' садржају симулатора „непоткрепљени и без извора“. Дајући нови обрт причи о несталом МХ370, бивши шеф француске авио-компаније тврди да је лет Malaysia Airlinesа оборила америчка војска у близини њихове базе у Дијего Гарсији.
У чланку објављеном 18. марта 2014, новинари Фарах Ахмед и Ахмед Наиф из малдивских новина Хаверу написали су: „...неколико становника Куда Хувадху је у уторак рекло Хаверу да су око 06:15 видели 'ниско летећи џамбо џет' 8. марта. Рекли су да је то била бела летелица, са црвеним пругама преко њега — како обично изгледају летови Malaysia Airlines. Очевици из Куда Хувадхуа су се сложили да је млазњак путовао од севера ка југоистоку, према јужном делу Малдива - Аду. Такође су приметили невероватно гласну буку коју је лет направио када је прелетео преко острва. „Никада раније нисам видео млазњак који лети тако ниско изнад нашег острва. Видели смо хидроавионе, али сигуран сам да ово није био један од њих. Могао сам чак и јасно да разазнам врата у авиону.' рекао је очевидац. „Нисам само ја, неколико других становника је пријавило да су видели потпуно исту ствар. Неки људи су изашли из својих кућа да виде шта је такође изазвало огромну буку.' Мохамед Захем, саветник острва Куда Хувадху, рекао је да су становници острва говорили о инциденту.“ 
Откриће остатака авиона Боинг 777 крајем јула 2015. на плажи на острву Реинион, источно од Мадагаскара, за које се сумњало (и касније потврђено) да потиче од МХ370, брзо је довело до обновљених интернет спекулација да је авион оборен је у близини Дијега Гарсије, што је 2.374 km далеко од Реиниона, из страха од терористичког напада. Међутим, океанографи као што је професорка Чарита Патијарачи са Универзитета Западне Аустралије рекли су да би „долазак остатака МХ370 на Реинион био у складу са очекиваном путањом океанских струја од тачке на њеној путањи где се верује да се срушио“. Многи људи, укључујући неке од оних који су веровали да је авион безбедно слетео на Дијего Гарсију (или негде другде), брзо су одбацили остатке као лажне.

### Фантомска теорија мобилног телефона
Неки су спекулисали да су путници још увек живи, али да нису могли да се јављају на своје мобилне телефоне - понекад позната као "теорија фантомског мобилног телефона". Ово је засновано на раним извештајима да су чланови породице путника на лету 370 чули звоњење (за разлику од сигнала заузето/искључено) док су звали телефоне путника, иако је то било након нестанка. Међутим, ово је касније оспорио Џеф Кејган, бежични аналитичар, који је у мејлу за NBC News објаснио да мрежа може и даље производити „ повратне позиве “ док тражи везу, чак и ако је мобилни телефон уништен.

### Самоубиство/отмица посаде
Кокпит је имао обавезна утврђена врата против отмичара која су могла спречити закључану посаду или путнике да ометају самоубиство или отмицу у Јужни океан. Ово се може упоредити са летом SilkAir-а 185 (предвиђени инцидент са самоубиством пилота 1997.), летом EgiptAir-а 990 (1999.), летом 470 ЛАМ Мозамбик ерлајнса (2013.), као и каснијим летом Германвингса 9525 (2015.) Дана 17. фебруара 2014, мање од три недеље пре него што је лет 370 нестао, лет 702 Ethiopian Airlines је отет када је копилот закључао капетана из кабине и преусмерио авион да тражи азил у Швајцарској.
Убрзо након нестанка лета 370, медијски извештаји су открили да су се супруга капетана Захарија Ахмад Шаха и троје деце иселили из његове куће дан пре нестанка; а пријатељ је тврдио да се капетан Шах виђа са другом женом и да је Шахов однос са њом такође био у невољи. Шахова породица је демантовала тврдње о кућним проблемима. Један пилот и дугогодишњи Шахов сарадник изјавио је да је капетан био „ужасно узнемирен“ што се његов брак распада. Полиција је такође истраживала извештаје да је Шах примио двоминутни телефонски позив пре поласка лета од неидентификоване жене користећи број мобилног телефона добијен са лажним идентитетом. Штавише, капетан Шах је такође подржавао малезијског опозиционог политичара Анвара Ибрахима, који је 7. марта осуђен на затвор након што је поништена ранија ослобађајућа пресуда по оптужбама за содомију у потезу који се сматра политички мотивисаним.
Истражитељи су приметили чудно понашање Шаха током 170 интервјуа — наиме, да капетан није правио никакве друштвене или професионалне планове за после 8. марта, када је лет 370 нестао. Међутим, према француској новинарки Флоренс де Чанги која је написала књигу о лету, одбацујући „100 посто званичног наратива“, Шах је заказао састанак са својим зубаром да му врати круну на зуб када га је зубар назвао неколико дана пре 8. марта.  Новински извештаји о Капетановом недостатку друштвених планова и вежби на симулатору летења наводе резултате полицијске истраге о пилотима, који су подељени са неким од истражног тима, али нису јавно објављени. Међутим, новински извештаји од 23. јула 2014. наводе да је полиција разматрала могућу кривицу свих оних који су били у авиону и идентификовала капетана као главног осумњиченог — ако се докаже да је умешана људска интервенција. Федерални истражни биро Сједињених Држава реконструисао је избрисане податке са кућног симулатора летења капетана Шаха; портпарол малезијске владе је наговестио да на њему није пронађено "ништа злокобно". Међутим, The Sunday Times је касније известио да су међу избрисаним путањама лета изведеним на симулатору лета, истражитељи су пронашли путању лета у Јужни океан где је извршено симулирано слетање на острво са малом пистом. Године 2016, у америчком документу који је процурио је наведено да је током ФБИ анализе хард диска рачунара који се користи за симулатор лета пронађена рута на пилотовом кућном симулатору лета која се уско подудара са пројектованим летом изнад Индијског океана. Ово је касније потврдио АТСБ, иако је нагласио да то не доказује учешће пилота, и малезијска влада.
Књигу Goodnight Malaysian 370 објавили су у августу 2014. Новозеланђани Џеф Тејлор и Јуан Вилсон; аутори су окривили намерни чин пилота за нестанак летелице, али су признали да нису били у стању да „пруже било какве убедљиве доказе који би подржали његову теорију“ нити било какав мотив. Јуан Вилсон је раније одбацио теорију о ванредним ситуацијама у случају пожара као мало вероватну. Експерт за ваздухопловство Новог Зеланда Питер Кларк изјавио је да је за преузимање авиона било потребно "огромно знање" и да чак ни копилот не би био довољно вешт да онеспособи систем комуникација и репрограмира седмочасовни лет ван курса. Међутим, Кларк је признао да би теорију било тешко доказати чак и да се пронађу снимачи података, јер би диктафони вероватно били преписани; и зато што, ако пилот контролише летелицу, подаци инструмента не би пријавили никакве аномалије. Шахова породица оштро је негирала могућност самоубиства пилота.
Бивши старији пилот Боинга 777 компаније British Airways Сајмон Харди рекао је за BBC News да је рута авиона била „вероватно веома прецизан лет, а не само случајност“, и приметио да је окретање авиона ка северозападу преко Малачког мореуза омогућавало јасан поглед на капетаново родно острво Пенанг:
„Неко је гледао Пенанг. Неко је дуго, емотивно гледао Пенанг. Капетан је био са острва Пенанг. ... Чудно закачи... да бисте погледали [Пенанг] морате да скренете лево или десно, уз њега и онда извршите дугачак окрет. Ако погледате излаз из малезијског 370, заправо су била три окрета, а не један. Неко је гледао Пенанг.”
У мају 2018, Сајмон Харди је такође тврдио на 60 минута Аустралије да је капетан искористио лет као убиство-самоубиство и да је намерно прелетео авион изнад свог родног града Пенанга пре него што је скренуо десно и испустио авион изнад Индијског океана. Он је рекао да су ове резултате пронашли реконструишући капетанов план лета са војног радара и да је капетан избегао откривање авиона војним радаром летећи дуж границе Малезије и Тајланда, прелазећи и излазећи из ваздушног простора сваке земље.

## Ватра
Бројне теорије сугеришу да је нестанак могао бити последица пожара у кокпиту, товарном простору, стајном трапу или другом делу авиона.
У ранијем инциденту који је укључивао Боинг 777, 29. јула 2011. године, EgyptAir лет 667 претрпео је интензивну ватру у пилотској кабини која се напајала кисеоником док је још увек била на земљи која је уништила команде лета, инструменте и изгорела рупу у трупу авиона. Упркос доласку ватрогасаца у року од три минута, за гашење пожара било је потребно 90 минута. Malaysia Air евиденција о одржавању авиона 777 мора да садржи информације о томе да ли је ФАА поправка  на ожичењу близу црева за кисеоник копилота и замена црева за кисеоник са оним без металних компоненти изведена.
Друга сугестија је да су се пилоти вратили и покушавали да принудно слете на најближи одговарајући аеродром у северној Малезији, можда Међународни аеродром Пенанг или Међународни аеродром Лангкави (острво Лангкави), 4 km дугачко узлетиште са прилазом преко воде без препрека. Хитна ситуација је можда настала због инцидента сличног несрећи 11. јула 1991. у којој је учествовао Даглас ДЦ-8, лет 2120 Нигериа Airways- а, где се гума запалила при полетању, а касније ширење пожара довело је до уништења авиона. уз губитак 261 живота. У другој несрећи, која је укључивала пожар на Макдонел Даглас МД-11 2. септембра 1998. године, на лету 111 Свисаира из Њујорка у Женеву дошло је до пожара у пилотској кабини у електричним инсталацијама који се брзо проширио, што је довело до губитка инструмената за лет и контроле. Авион се срушио у Атлантски океан уз губитак 229 живота, 8 km (5,0 ми) од обале, југозападно од међународног аеродрома Халифакс, Нова Шкотска, где је авион покушавао да принудно слети. У случају SwissAir, транспондери и комуникациони системи су отказали због оштећења од пожара и топлоте у панелу прекидача авионике.

## Хипотеза о пуцању
Амерички политички коментатор Раш Лимбо, према CNN- у, спекулише да је летелица можда оборена. Присталице ове теорије су приметиле да су цивилне летелице у прошлости обарале војне снаге, при чему су Иран Аир Flight 655 од стране Сједињених Држава 1988. и Лета 007 од стране Совјетског Савеза 1983. били два често цитирана примера. Дана 19. марта 2014, извештач новинске агенције Скот Мајеровик из преса описао је „Случајно пуцање“ као једну од седам „водећих, веродостојних теорија“, али је додао да „нема доказа да је Flight 370 је оборио државни орган.“  Малезијски одбрамбени званичник, Акбал бин Хаји Абдул Самад, рекао је да је "врло немогуће" да су ваздушне снаге његове земље обориле авион. Према ТThe Financial Express- у, малезијске ваздухопловне снаге су откриле авион на радару док је био у лету, али нису предузеле ништа јер се веровало да се ради о "пријатељској" летелици.
У мају 2014. објављена је књига аутора Најџела Которна „ Лет МХ370: Мистерија “. Которн је тврдио да су након што је авион оборен током вежбе америчко-тајландског борбеног авиона Здружени јуришни ловац, трагачи намерно послани на странпутицу као део софистицираног прикривања. Књига је добила значајне критике, посебно од стране The Australian -а где је окарактерисана овако: „Которн поништава свачији добар рад извлачећи сваку застарелу и дискредитовану чињеницу из смећа, бацајући читав низ између корица. Рођаци оних који су били на лету 370 критиковали су књигу као „преурањену и неосетљиву“.
У интервјуу за CNN 24. априла 2014, малезијски премијер Наџиб Разак изјавио је само да је радар „пратио летелицу која се вратила, али нису били баш сигурни да ли је то МХ370. Оно у шта су били сигурни је да авион није сматран непријатељским.“
Дана 22. децембра 2014. бивши шеф Протеус Airlinesа, Марк Дугаин, тврдио је да је авион можда оборило америчко војно особље из страха од напада сличног нападима 11. септембра на њихову морнаричку базу у Дијего Гарсији  Изворни чланак је описао тврдње као „дивље“.

## Сајбер напад
Постављена је хипотеза да је на лету 370 можда извршен сајбер напад, првенствено на основу изјава Сели Лејвсли, бивше научне саветнице владе Велике Британије. Да ли је постојеће обезбеђење на комерцијалним летовима довољно да спречи такав напад, такође је предмет дебате, иако је Боинг одбацио ту могућност. Портпаролка компаније Гајла Келер рекла је да су „уверени у робусну заштиту свих система критичних за лет и немогућност хакера да приступи било екстерним или интерним средствима на 777 и свим Боинговим авионима“.
Док су присталице ове теорије цитирале апликацију Хуга Теса која је хаковала софтвер за обуку пилота, који је Тесо представио на конференцији у априлу 2013, Федерална управа за ваздухопловство и друга велика државна тела одбацили су значај апликације. Навели су да ће се софтвер у стварном авиону разликовати од софтвера на којем је Тесо тестирао своју апликацију.

## Вертикални улазак у море
Професор математике на Тексашком А&М универзитету Гунг Чен тврди да је авион можда ушао у море вертикално; било који други угао уласка би раскомадао авион на много делова, који би нужно већ били пронађени.

## МХ17 и КЗ8501 везе
Дана 17. јула 2014. године, Лет 17 Malaysia Airlines-аоборен је изнад Украјине. Пошто је, као и лет 370, такође био Боинг 777, неки теоретичари завере сугеришу да је авион који се срушио у Украјини заправо био лет 370. Ово је делимично засновано на фотографијама места несреће, за које теоретичари завере тврде да показују да је авион који се срушио у Украјини имао структурне разлике у односу на МХ370. Стручњаци су одбацили ову теорију и тврдили да је пука случајност што су оба укључена авиона припадала истој авио-компанији.
Када се Индонесиа AirAsia лет 8501 срушио 28. децембра 2014, примећене су различите сличности са МХ370, укључујући да су обе авиокомпаније биле у малезијском власништву, и да су оба авиона изгубила контакт са контролом ваздушног саобраћаја. Такође је објављена теорија завере која укључује наводно предвиђање 15. децембра 2014. на кинеским новинским сајтовима     наводећи име корисника као "老百姓有自己的乐", што се може превести као ' обичан народ има своја задовољства'. Кинески израз "楼主" могао би се хипер-буквално читати као "господар зграде", али то не би било идиоматски, а у контексту интернет форума то се увек односи на отварач теме на форуму, који се помиње на енглеском Интернет сленг као "оригинални постер" или ОП.   Корисников пост је упозорио Кинезе да се држе даље од AirAsia јер ће бити нападнута, као што су наводно били МХ370 и МХ17 (према кориснику), као део завере „црне руке“ или „одвратног међународног силеџије“ да нанети штету авио-компанијама у малезијском власништву. Други онлајн постери сугерисали су да је корисник био или званичник кинеске обавештајне службе или хакер који је дошао до тајних информација.

## Физички невероватне теорије
Теорија да је МХ370 можда прогутала црна рупа привукла је значајну пажњу када је Дон Лемон на CNN-у питао да ли је „бесмислено“ да се то могло догодити. Лемона је због тога критиковала бивша генерална инспекторка америчког Министарства саобраћаја Мери Скјаво, која је, гостујући на CNN-у, рекла да би „... мала црна рупа усисала цео наш универзум па знамо да то није то“. TheWire.com (који „није био задовољан“ Скјавовим одговором) је добио детаљне разлоге зашто црна рупа није могла да прогута авион од професора астрономије са Универзитета Колумбија Дејвида Џејфанда и Питера Мајкелсона, професора физике на Универзитету Станфорд. Могуће је да се Скјаво изражавала духовито и није очекивала да ће је схватити буквално.
Друга хипотеза је да је метеор можда ударио у авион; међутим, статистичка вероватноћа за ово је изузетно ниска.
У марту 2018, око четврте годишњице нестанка лета 370, особа је примила чудне говорне поште и текстове са координатама локације у Индонезији нешто близу места где је лет 370 нестао. Говорна пошта, Морзеовом азбуком, алудирала је на отмицу ванземаљаца. Ово је изазвало значајну медијску пажњу, јер је човек који је примао поруке и говорну пошту такође тврдио да се неко појавио и сликао његову кућу, иако то никада није коначно потврђено. Позиви су упућени помоћу ВОИП услуге и праћени су до два хотела у Порт Блеру, иако је идентитет позиваоца и даље неизвестан. Истражитељи су одбацили телефонске позиве као највероватније шалу или превару.

## Потраживања одговорности
Дана 9. марта 2014. године, припадници кинеских медија добили су отворено писмо за које се тврдило да потиче од вође Бригаде кинеских мученика, раније непознате групе. У писму се тврди да је губитак лета 370 био одмазда за одговор кинеске владе на нападе ножем на железничку станицу у Кунмингу 1. марта 2014. и део шире сепаратистичке кампање против кинеске контроле над провинцијом Синђанг . У писму су такође наведене непрецизиране притужбе против малезијске владе. Тврдња у писму је одбачена као лажна на основу недостатка детаља у вези са судбином Лета 370 и чињенице да је назив „бригада кинеских мученика“ изгледао недоследно са ујгурским сепаратистичким групама које себе описују као „источни Туркестан“ и „исламске“, а не као "кинески". 